# Њу Строун (Канзас)
Њу Строун (енгл. New Strawn) град је у америчкој савезној држави Канзас.

## Демографија
По попису из 2010. године број становника је 394, што је 31 (-7,3%) становника мање него 2000. године.
| Група             | 2000.       | 2010.       |
| Белци             | 401 (94,4%) | 374 (94,9%) |
| Афроамериканци    | 0 (0,0%)    | 2 (0,5%)    |
| Азијати           | 4 (0,9%)    | 0 (0,0%)    |
| Хиспаноамериканци | 8 (1,9%)    | 7 (1,8%)    |
| Укупно            | 425         | 394         |